# Porgy Franssen
Karel Henricus Martinus Maria (Porgy) Franssen (Eindhoven, 4 februari 1957) is een Nederlands acteur en regisseur.

## Levensloop
Franssen groeide op in een groot muzikaal gezin in Eindhoven als zoon van zangpedagoge Carla Franssen-Heijmans (1922-2016). Het gezin bracht onder de artiestennaam De Hollandse Franssen in 1970 een lp uit onder de titel Een gezin maakt muziek!
In 1979 studeerde hij af aan de Toneelschool in Maastricht. In 1991 ontving hij een Gouden Kalf - Beste acteur voor zijn rol in Bij nader inzien. Acht jaar later kreeg hij de Mary Dresselhuys Prijs voor zijn gehele oeuvre.
Naast acteren is hij sinds 2003 ook actief als regisseur. Zo heeft hij onder andere Hotel Heimwee geregisseerd en had hij de regie in diverse theaterstukken.

## Trivia
Porgy en zijn tweelingzus Bess zijn vernoemd naar de hoofdpersonen uit de gelijknamige opera van George Gershwin, die ten tijde van hun geboorte in hun geboorteplaats Eindhoven werd opgevoerd.

## Filmografie
- Dagboek van een Herdershond (televisieserie seizoen 2 afl. 9, 1979) - schilder
- Billy Budd (televisiefilm, 1980) - Billy Budd
- De vraag op het antwoord (1981) - rol onbekend
- Gekkenbriefje (1981) - Chris
- Dossier Verhulst Televisieserie - Dirk (1986)
- Ons soort mensen (Mini-serie, 1988) - rol onbekend
- Handen omhoog Televisieserie -
- Han de Wit (1990) - Deurwaarder
- 12 steden, 13 ongelukken Televisieserie - Mark (Afl., Waardevast (Alkmaar), 1990)
- Bij nader inzien (Mini-serie) - Paul (jong) (1991)
- Hoe voelen wij ons vandaag Televisieserie - Patiënt (1992)
- Mus Televisieserie - Jan (1993)
- De kleine blonde dood Film - Arts in ziekenhuis (1993)
- Pril geluk Televisieserie - Rutger Boas (1994)
- Tegen wil en dank Televisieserie - Max de Geer (1994-1995)
- Pompen of verzuipen (Mini-serie, 1994) - Vader
- Flodder Televisieserie - Pokerjongen (Afl., Blufpoker, 1995)
- Filmpje! (1995) - Rocky Fort
- De baby en de bakfiets (Televisiefilm, 1997) - Anton
- Arends (Televisiefilm, 1997) - Gerrit
- Het jaar van de opvolging (Mini-serie, 1998) - Kroonprins
- De ziener (1998) - Le Roy
- Wij Alexander Televisieserie - Koning Willem III (Deel 3, 1998|Deel 4, 1998)
- Soekarno blues (Televisiefilm, 1999) - Soekarno op toneel
- Mariken (2000) - Gijs
- De Grot (2001) - Bremer
- Nynke (2001) - Professor Winkler
- Morlang (2001) - Dokter
- Hotel Heimwee (Televisiefilm, 2003) - Max
- Kees de jongen (2003) - Mijnheer Stark
- The Tulse Luper Suitcases, Part 2: Vaux to the Sea (2004) - Officer Harpsch
- In Oranje (2004) - Dokter Vlieberg
- Het schnitzelparadijs (2005) - Mr. Meerman
- Baantjer Televisieserie (Afl., De Cock en de moord op de stoep, 2005) - Christiaan Groenlo
- Ober (2006) - Zakenman 3
- Keyzer & de Boer Advocaten Televisieserie (54 afl., 2005-2008) - Advocaat Pim Batenburg
- Op bezoek bij George W. Bush Docudrama (2009) - Jaap de Hoop Scheffer
- Gewoon Hans (2009) - Psychiater
- Foeksia de Miniheks - Tovenaar Kwark
- 170 Hz (2011) - vader Nick
- Mixed Up Televisieserie (2011 afl. 1, Verandering)
- De Heineken Ontvoering (2011) - Mr. Max Moszkowicz
- Lijn 32 - Francois (2012)
- Moordvrouw - Menno de Waard (2012-2016)
- Nina Satana - vader Eric (2012)
- Matterhorn - Kamps (2013)
- Dokter Deen - Rechter (2016)
- Tokyo Trial - Generaal Willink (2016)
- Een echte Vermeer - Abraham Bredius (2016)
- De Zaak Menten - Eduard Groen Borghart (2016)
- Monk - dokter (2017)
- De Aflossing - Gijs Heek (2017)
- De Mannentester Televisieserie (2017 afl. 2, Barbara) - Philippe van Loon
- The Passion - Pilatus (2019)
- De veroordeling - Peter van Koppen (2021)
- Flikken Rotterdam - Bekkers (2021)
- The Spectacular - Sjuul Livestro (2021)
- Rampvlucht - Bob van de Groen (2022)
- Jackson & Malone - Leopold Franck (2024)

## Theater
- Wie vermoordde Mary Rogers? (1995)
- Collodi’s Waanzin (1996)
- De Nietsfabriek (1997)
- De Formidabele Yankee (1998)
- Petomaan, Necrofiel Trompettist (2000)
- Rosabelle Believe - Houdini (2001)
- The Prefab Four (2002/2003)
- Hagedissenhuid (2003/2004)
- Speelgoed (2004)
- Novecento – pianist der oceanen (2005, 2010, in 2016 thuis voor een klein publiek , in 2018 in Coppet, Zwitserland)
- Cyrano (2006)
- Zijde (2006/2007)
- Wie is er bang voor Virginia Woolf? (2007)
- Drang (2007)
- Het Huiskameronweer (2008)
- Hartfalen (2008)
- Misery (2008) regie
- Ultimo (2009)
- Smeer of de weldoener des vaderlands (2009) (reading)
- De Petomaan, Nécrofiel en Trompettist (2009), idee & regie
- Blackface (2009) - ook uitgezonden op tv bij de Toneel op 2 door de AVRO
- Piet Paaltjens, dé muzikale thriller (2010)
- In wankel evenwicht (2011)
- Hartfalen (2011)
- Wie is er bang voor Virginia Woolf-reprise (2011)
- Het Diner (2012)
- Een ideale vrouw (2013)
- Putting it together (2014)
- Een pure formaliteit (2015)
- De Advocaat (2017)
- De man van je leven (2017)
- Wijn (2018)
- Peachez (2019)
- 14, de musical - Rinus Michels (2021/2022)
- Augustus: Oklahoma (2023)